# النباغة (السياني)

تعديل مصدري - تعديل

النباغة محلة تابعة لقرية الظهرة، التابعة لعزلة نخلان بمديرية السياني إحدى مديريات محافظة إب في الجمهورية اليمنية.، بلغ تعداد سكانها 30 حسب تعداد اليمن لعام 2004.